# كوروزال تاون
كوروزال تاون هي مدينة في بليز، عاصمة منطقة كوروزال. تقع على بعد حوالي 84 ميلاً شمال مدينة بليز، و9 أميال من الحدود مع المكسيك. بلغ عدد سكانها بحسب النتائج الرئيسية لتعداد 2010 حوالي 9,871 نسمة.
كانت كوروزال ملكية خاصة قبل أن تصبح مدينة في أربعينيات القرن التاسع عشر، استوطنها في الغالب لاجئو المايا الميستيثو الفارون من حرب الطبقات في يوكاتان [الإنجليزية] . بني جزء كبير من المدينة فوق مدينة مايا القديمة، والتي يشار إليها غالبًا باسم سانتا ريتا، ويُعتقد أنها من المحتمل أن تكون مستوطنة العصر عصر قبل الكولومبي الأصلية المعروفة باسم تشاكتيمال، والتي تمتد من كوروزال الحالية إلى شيتومال بالمكسيك. تعرضت مدينة كوروزال لأضرار بالغة بسبب إعصار جانيت [الإنجليزية] في عام 1955 خضعت لإعادة إعمار واسعة النطاق بعد ذلك.

## المناخ
يظهر الجدول التالي التغييرات المناخية على مدار السنة لكوروزال تاون:
| البيانات المناخية لـكوروزال تاون                  | البيانات المناخية لـكوروزال تاون | البيانات المناخية لـكوروزال تاون | البيانات المناخية لـكوروزال تاون | البيانات المناخية لـكوروزال تاون | البيانات المناخية لـكوروزال تاون | البيانات المناخية لـكوروزال تاون | البيانات المناخية لـكوروزال تاون | البيانات المناخية لـكوروزال تاون | البيانات المناخية لـكوروزال تاون | البيانات المناخية لـكوروزال تاون | البيانات المناخية لـكوروزال تاون | البيانات المناخية لـكوروزال تاون | البيانات المناخية لـكوروزال تاون |
| الشهر                                             | يناير                            | فبراير                           | مارس                             | أبريل                            | مايو                             | يونيو                            | يوليو                            | أغسطس                            | سبتمبر                           | أكتوبر                           | نوفمبر                           | ديسمبر                           | المعدل السنوي                    |
| ------------------------------------------------- | -------------------------------- | -------------------------------- | -------------------------------- | -------------------------------- | -------------------------------- | -------------------------------- | -------------------------------- | -------------------------------- | -------------------------------- | -------------------------------- | -------------------------------- | -------------------------------- | -------------------------------- |
| متوسط درجة الحرارة الكبرى °م (°ف)                 | 28.3 (82.9)                      | 30.3 (86.5)                      | 31.6 (88.9)                      | 32.8 (91.0)                      | 33.1 (91.6)                      | 32.8 (91.0)                      | 32.6 (90.7)                      | 32.7 (90.9)                      | 33.0 (91.4)                      | 31.7 (89.1)                      | 29.9 (85.8)                      | 28.7 (83.7)                      | 31.5 (88.7)                      |
| المتوسط اليومي °م (°ف)                            | 22.8 (73.0)                      | 24.5 (76.1)                      | 25.4 (77.7)                      | 26.7 (80.1)                      | 28.1 (82.6)                      | 28.3 (82.9)                      | 28.0 (82.4)                      | 27.9 (82.2)                      | 27.8 (82.0)                      | 26.6 (79.9)                      | 24.7 (76.5)                      | 23.5 (74.3)                      | 26.2 (79.2)                      |
| متوسط درجة الحرارة الصغرى °م (°ف)                 | 17.3 (63.1)                      | 18.7 (65.7)                      | 19.1 (66.4)                      | 20.7 (69.3)                      | 23.0 (73.4)                      | 23.8 (74.8)                      | 23.4 (74.1)                      | 23.2 (73.8)                      | 22.7 (72.9)                      | 21.6 (70.9)                      | 19.5 (67.1)                      | 18.2 (64.8)                      | 20.9 (69.6)                      |
| الهطول مم (إنش)                                   | 58.5 (2.30)                      | 31.9 (1.26)                      | 32.1 (1.26)                      | 45.7 (1.80)                      | 107.5 (4.23)                     | 216.8 (8.54)                     | 140.4 (5.53)                     | 172.6 (6.80)                     | 195.7 (7.70)                     | 193.7 (7.63)                     | 95.5 (3.76)                      | 64.8 (2.55)                      | 1٬355٫2 (53.36)                  |
| متوسط أيام هطول الأمطار (≥ 1.0 mm)                | 7                                | 4                                | 3                                | 3                                | 6                                | 13                               | 11                               | 12                               | 13                               | 12                               | 9                                | 7                                | 100                              |
| المصدر: National Meteorological Service of Belize |                                  |                                  |                                  |                                  |                                  |                                  |                                  |                                  |                                  |                                  |                                  |                                  |                                  |